# Apollofane (comico)
Apollofane (in greco Ἀπολλοφάνης; Atene, 450 a.C. circa – 380 a.C. circa) è stato un commediografo ateniese.

## Biografia
Ateniese, fu un poeta comico, della Commedia antica, probabilmente contemporaneo di Strattis, come probabile dal fatto che il suo dramma Ἰφιγέρων era di autenticità discussa tra Apollofane e, appunto, Strattis.
Secondo un'iscrizione, inoltre, Apollofane sarebbe stato tra i vincitori alle Lenee.

## Opere
La Suda gli attribuisce cinque commedie: Δάλις (Il pretendente), Ἰφιγέρων (Ifigeron), Κρῆτες (I cretesi), Δανάη (Danae) e Κένταυροι (I centauri).
Delle prime tre possediamo alcuni frammenti, mentre le ultime due sono completamente perdute.